# Johnny Brooks
Johnny Brooks (Reading, 1931. december 23. – Bournemouth, 2016. június 7.) válogatott angol labdarúgó, csatár.

## Pályafutása

### Klubcsapatban
A Coley Boys Club és a Mount Pleasant korosztályos csapataiban kezdte a labdarúgást. 1949-ben mutatkozott a harmadosztályú Reading FC első csapatában, ahol négy szezonon át játszott. 1953 és 1959 között az élvonalbeli Tottenham Hotspur labdarúgója volt. 1959 és 1961 között a Chelsea, 1961 és 1963 között a Brentford, 1964-ben a Crystal Palace csapatában szerepelt. 1964-ben rövid ideig a kanadai Toronto City játékosa volt. 1964 és 1967 között Stevenage Town, 1967-68-ban a Cambridge City együtteseiben játszott. 1968-ban ismét rövid ideig a tengerentúlon szerepelt az amerikai Cleveland Stokers csapatában. Angliába hazatérve az alsóbb osztályú Knebworth csapatában játszott és később edzősködött is.

### A válogatottban
1956-ban három alkalommal szerepelt az angol válogatottban és két gólt szerzett.

## Sikerei, díjai
Tottenham Hotspur
- Angol bajnokság
  - 2.: 1956–57
  - 3.: 1957–58, 1959–60